# Denis Ilescu
Denis Ilescu (Telenești, 20 gennaio 1987) è un ex calciatore moldavo, di ruolo difensore.

## Palmarès

### Competizioni nazionali
- Campionato moldavo: 1

Dacia Chișinău: 2010-2011
- Supercoppa di Moldavia: 1

Dacia Chișinău: 2011